# 刘刚 (1951年)
刘刚（1951年—），鞍山师范学院中文系教授，研究领域为古代文学，尤其是宋玉研究，出版《宋玉辞赋考论》等专著20余部，兼职担任中国屈原学会常务理事、副秘书长，中国诗经学会会员等。

## 生平
毕业于沈阳师范学院中文系，曾在鞍山市直机关干部进修学院任教。1988年起在鞍山师范学院任教，期间曾在北京大学中文系担任访问学者，师从学者褚斌杰做先秦文学研究。现为鞍山师范学院中文系教授。